# Hennie Kuiper
Hendrikus Andreas «Hennie» Kuiper (Denekamp, 3 de febrer de 1949) és un ciclista neerlandès, ja retirat, que fou professional entre 1973 i 1988.
Durant la seva carrera esportiva aconseguí nombrosos èxits, sent els més destacats la medalla d'or de la prova en ruta dels Jocs Olímpics de Múnic, el 1972, el Campionat del món de ciclisme de 1975, i quatre dels cinc monuments del ciclisme. A les grans voltes va guanyar dues etapes a la Volta a Espanya i tres al Tour de França. Junt a Ercole Baldini i Paolo Bettini són els únics ciclistes en haver guanyat el Campionat del món i la prova en ruta dels Jocs Olímpics.
Després de la seva retirada, Hennie Kuiper es convertí en director esportiu d'un petit equip alemany. Més tard va dirigir els equips Telekom i Motorola.

## Palmarès
- 1972
  -  Medalla d'or a la prova en ruta dels Jocs Olímpics de Múnic
  - 1r al Tour de Drenthe
  - 1r a la Milk Race
- 1974
  - 1r al Tour d'Indre i Loira
- 1975
  -  Campionat del món de ciclisme
  -  Campió dels Països Baixos en ruta
  -  Campió dels Països Baixos de ciclo-cross
  - Vencedor d'una etapa a la Volta a Espanya
- 1976
  - 1r a la Volta a Suïssa i vencedor d'una etapa
  - Vencedor d'una etapa al Tour de França
  - Vencedor d'una etapa a la Volta a Espanya
- 1977
  - Vencedor d'una etapa al Tour de França
- 1978
  - Vencedor d'una etapa al Tour de França
  - Vencedor d'una etapa al Dauphiné Libéré
- 1981
  - 1r al Tour de Flandes
  - 1r a la Volta a Llombardia
- 1982
  - 1r al Gran Premi de Valònia
- 1983
  - 1r a la París-Roubaix
- 1985
  - 1r a la Milà-Sanremo

### Resultats al Tour de França
- 1976. Abandona (14a etapa). Vencedor d'una etapa
- 1977. 2n de la classificació general. Vencedor d'una etapa
- 1978. Abandona (17a etapa). Vencedor d'una etapa
- 1979. 4t de la classificació general. 1r al Premi de la Combativitat
- 1980. 2n de la classificació general
- 1981. 30è de la classificació general
- 1982. 9è de la classificació general
- 1983. Abandona (10a etapa)
- 1984. 56è de la classificació general
- 1985. Abandona (15a etapa)
- 1988. 95è de la classificació general

### Volta a Espanya
- 1975. 6è de la classificació general. Vencedor d'una etapa
- 1976. 6è de la classificació general. Vencedor d'una etapa
- 1983. 5è de la classificació general

### Giro d'Itàlia
- 1973. 16è de la classificació general